# 1962-es labdarúgó-világbajnokság-selejtező (UEFA – 3. csoport)
Az 1962-es labdarúgó-világbajnokság európai 3. selejtezőcsoportjának mérkőzéseit, és a csoport végeredményét tartalmazó lapja. A csoportban körmérkőzéses, oda-visszavágós rendszerben játszottak egymással a labdarúgó-válogatottak. A selejtezőket 1960. október 26. és 1961. október 22. között rendezték. A csoport győztese automatikus résztvevője lett az 1962-es labdarúgó-világbajnokságnak.
A csoportban Észak-Írország, Görögország és az NSZK szerepelt. 
Az NSZK jutott ki az 1962-es világbajnokságra.

## Tabella
| Hely. | Csapat         | M | Gy | D | V | G+ | G– | Gk | P | Továbbjutás                          |     | Nyugat-Németország | Észak-Írország | Görögország |
| ----- | -------------- | - | -- | - | - | -- | -- | -- | - | ------------------------------------ | --- | ------------------ | -------------- | ----------- |
| 1.    | NSZK           | 4 | 4  | 0 | 0 | 11 | 5  | +6 | 8 | Kijutott az 1962-es világbajnokságra |     | —                  | 2–1            | 2–1         |
| 2.    | Észak-Írország | 4 | 1  | 0 | 3 | 7  | 8  | −1 | 2 |                                      |     | 3–4                | —              | 2–0         |
| 3.    | Görögország    | 4 | 1  | 0 | 3 | 3  | 8  | −5 | 2 |                                      | 0–3 | 2–1                | —              |             |

## Mérkőzések
| 1960. október 26. |

| Észak-Írország      | 3–4         | NSZK                                |
| ------------------- | ----------- | ----------------------------------- |
| McAdams 27' 51' 90' | Jegyzőkönyv | Brülls 7' Seeler 53' Dörfel 55' 79' |

| Windsor Park, Belfast Nézőszám: 40 000 Játékvezető: Leo Horn (holland) |

| 1960. november 20. |

| Görögország | 0–3         | NSZK                            |
| ----------- | ----------- | ------------------------------- |
|             | Jegyzőkönyv | Dörfel 8' Brülls 31' Haller 42' |

| Leofóru Alexándrasz Stadion, Athén Nézőszám: 27 000 Játékvezető: Emil Erlich (jugoszláv) |

| 1961. május 3. |

| Görögország         | 2–1         | Észak-Írország |
| ------------------- | ----------- | -------------- |
| Papaemmanuíl 8' 64' | Jegyzőkönyv | McIlroy 81'    |

| Leofóru Alexándrasz Stadion, Athén Nézőszám: 20 000 Játékvezető: Reuben Priesner (izraeli) |

| 1961. május 10. |

| NSZK                | 2–1         | Észak-Írország |
| ------------------- | ----------- | -------------- |
| Kreß 29' Brülls 58' | Jegyzőkönyv | McIlroy 69'    |

| Olimpiai Stadion, Nyugat-Berlin Nézőszám: 94 000 Játékvezető: Gösta Liedberg (svéd) |

| 1961. október 17. |

| Észak-Írország     | 2–0         | Görögország |
| ------------------ | ----------- | ----------- |
| McLaughlin 28' 57' | Jegyzőkönyv |             |

| Windsor Park, Belfast Nézőszám: 24 000 Játékvezető: Pietro Bonetto (olasz) |

| 1961. október 22. |

| NSZK          | 2–1         | Görögország      |
| ------------- | ----------- | ---------------- |
| Seeler 5' 27' | Jegyzőkönyv | Papaemmanuíl 59' |

| Rosenaustadion, Augsburg Nézőszám: 53 000 Játékvezető: Arnold Nilsen (norvég) |

## Csapat eredmények

### NSZK
Szövetségi kapitány:  Sepp Herberger
| Poszt | Név                     | Születési idő        | Mérkőzésszám | Gól | Játékidő percben | Sub off | Sub on | Észak-Írország | Görög | Észak-Írország | Görög | Klub                     |
| ----- | ----------------------- | -------------------- | ------------ | --- | ---------------- | ------- | ------ | -------------- | ----- | -------------- | ----- | ------------------------ |
| FW    | Albert Brülls           | 1937. március 26.    | 4            | 3   | 360              | 0       | 0      | 90             | 90    | 90             | 90    | Borussia Mönchengladbach |
| FW    | Gert Dörfel             | 1939. szeptember 18. | 2            | 3   | 180              | 0       | 0      | 90             | 90    | -              | -     | Hamburger SV             |
| DF    | Herbert Erhardt         | 1930. július 6.      | 4            | 0   | 360              | 0       | 0      | 90             | 90    | 90             | 90    | SpVgg Fürth              |
| DF    | Willi Giesemann         | 1937. szeptember 2.  | 3            | 0   | 270              | 0       | 0      | 90             | 90    | -              | 90    | FC Bayern München        |
| MF    | Helmut Haller           | 1939. július 21.     | 2            | 1   | 180              | 0       | 0      | -              | 90    | -              | 90    | BC Augsburg              |
| MF    | Günther Herrmann        | 1939. szeptember 1.  | 3            | 0   | 270              | 0       | 0      | 90             | -     | 90             | 90    | Karlsruher SC            |
| FW    | Richard Kress           | 1925. március 6.     | 4            | 1   | 360              | 0       | 0      | 90             | 90    | 90             | 90    | Eintracht Frankfurt      |
| DF    | Friedel Lutz            | 1939. január 21.     | 1            | 0   | 90               | 0       | 0      | -              | 90    | -              | -     | Eintracht Frankfurt      |
| DF    | Hans Nowak              | 1937. augusztus 9.   | 1            | 0   | 90               | 0       | 0      | -              | -     | -              | 90    | FC Schalke 04            |
| DF    | Karl-Heinz Schnellinger | 1939. március 31.    | 4            | 0   | 360              | 0       | 0      | 90             | 90    | 90             | 90    | 1. FC Köln               |
| DF    | Willi Schulz            | 1938. október 4.     | 1            | 0   | 90               | 0       | 0      | -              | -     | -              | 90    | FC Schalke 04            |
| FW    | Uwe Seeler              | 1936. november 5.    | 4            | 3   | 360              | 0       | 0      | 90             | 90    | 90             | 90    | Hamburger SV             |
| FW    | Klaus Stürmer           | 1935. augusztus 9.   | 1            | 0   | 90               | 0       | 0      | -              | -     | 90             | -     | Hamburger SV             |
| MF    | Horst Szymaniak         | 1934. augusztus 29.  | 3            | 0   | 270              | 0       | 0      | 90             | 90    | 90             | -     | Karlsruher SC            |
| GK    | Hans Tilkowski          | 1935. július 12.     | 4            | 0   | 360              | 0       | 0      | 90             | 90    | 90             | 90    | Westfalia Herne          |
| MF    | Jürgen Werner           | 1935. augusztus 15.  | 1            | 0   | 90               | 0       | 0      | -              | -     | 90             | -     | Hamburger SV             |
| DF    | Leo Wilden              | 1936. július 3.      | 2            | 0   | 180              | 0       | 0      | 90             | -     | 90             | -     | 1. FC Köln               |

### Észak-Írország
Szövetségi kapitány:  Peter Doherty
| Poszt | Név                | Születési idő        | Mérkőzésszám | Gól | Játékidő percben | Sub off | Sub on | NSZK | Görög | NSZK | Görög | Klub               |
| ----- | ------------------ | -------------------- | ------------ | --- | ---------------- | ------- | ------ | ---- | ----- | ---- | ----- | ------------------ |
| FW    | Billy Bingham      | 1931. augusztus 5.   | 4            | 0   | 360              | 0       | 0      | 90   | 90    | 90   | 90    | Everton FC         |
| MF    | Danny Blanchflower | 1926. február 10.    | 3            | 0   | 270              | 0       | 0      | 90   | -     | 90   | 90    | Tottenham Hotspur  |
| MF/FW | Wilbur Cush        | 1928. június 10.     | 3            | 0   | 270              | 0       | 0      | -    | 90    | 90   | 90    | Portadown FC       |
| FW    | Derek Dougan       | 1938. január 20.     | 1            | 0   | 90               | 0       | 0      | -    | 90    | -    | -     | Blackburn Rovers   |
| DF    | Alex Elder         | 1941. április 25.    | 4            | 0   | 360              | 0       | 0      | 90   | 90    | 90   | 90    | Burnley FC         |
| MF    | Tommy Frode        | ~1931                | 1            | 0   | 90               | 0       | 0      | 90   | -     | -    | -     | Ards FC            |
| GK    | Harry Gregg        | 1932. október 25.    | 1            | 0   | 90               | 0       | 0      | -    | -     | -    | 90    | Manchester United  |
| FW    | Jimmy Hill         | 1935. október 31.    | 1            | 0   | 90               | 0       | 0      | 90   | -     | -    | -     | /2 Norwich City    |
| DF    | Dick Keith         | 1933. május 15.      | 3            | 0   | 270              | 0       | 0      | 90   | 90    | 90   | -     | Newcastle United   |
| DF    | Eddie Magill       | 1939. május 7.       | 1            | 0   | 90               | 0       | 0      | -    | -     | -    | 90    | Arsenal FC         |
| FW    | Billy McAdams      | 1934. január 20.     | 4            | 3   | 360              | 0       | 0      | 90   | 90    | 90   | 90    | Bolton Wanderers   |
| GK    | Jack McClelland    | 1940. május 19.      | 3            | 0   | 270              | 0       | 0      | 90   | 90    | 90   | -     | Arsenal FC         |
| FW    | Jimmy McIlroy      | 1931. október 25.    | 4            | 1   | 360              | 0       | 0      | 90   | 90    | 90   | 90    | Burnley FC         |
| FW    | Jim McLaughlin     | 1940. október 22.    | 1            | 2   | 90               | 0       | 0      | -    | -     | -    | 90    | /3 Shrewsbury Town |
| FW    | Peter McParland    | 1934. április 25.    | 3            | 0   | 270              | 0       | 0      | 90   | 90    | 90   | -     | Aston Villa        |
| MF    | Terry Neill        | 1942. május 8.       | 3            | 0   | 270              | 0       | 0      | -    | 90    | 90   | 90    | Arsenal FC         |
| MF    | Jimmy Nicholson    | 1943. február 27.    | 1            | 0   | 60               | 0       | 0      | -    | -     | -    | 60    | Manchester United  |
| MF    | Bertie Peacock     | 1928. szeptember 29. | 3            | 0   | 270              | 0       | 0      | 90   | 90    | 90   | -     | Celtic FC          |